# Viễn giao cận công
Viễn giao cận công: Ở xa thì giao thiệp, ở gần thì tấn công. Đây là kế thứ 23 trong ba mươi sáu kế. Nguyên văn là: 形禁势格，利从近取，害以远隔。上� �下泽. Tể tướng nước Tần là Phạm Thư đề ra kế viễn giao cận công, theo đó với các nước gần, Tần sẽ dùng vũ lực uy hiếp, chiếm thành chiếm đất, với các nước xa không đem quân đi được thì lại dùng ngoại giao dụ dỗ làm đồng minh. Cứ như vậy Tần nhanh chóng trở thành bá chủ của cả sáu nước chư hầu, tạo điều kiện cho Doanh Chính thống nhất Trung Quốc sau đó. Khi Tần vương Doanh Chính lên ngôi, nước Tần đã rất lớn mạnh, có ưu thế áp đảo so với 6 nước chư hầu còn lại. Đất Tần đã mở mang về phía đông rất rộng, lấy từ các nước lân cận như Hàn, Triệu, Ngụy, Sở và nhà Chu (bị diệt năm 249 TCN).
Các nước chư hầu Sơn Đông luôn bị đẩy vào thế chống đỡ, nhiều lần tổ chức liên minh chống Tần nhưng chỉ đạt được một số thắng lợi tạm thời, không ngăn cản được quân Tần đông tiến. Tần vương tiếp tục duy trì chính sách "thân xa đánh gần", giao hảo với nước Tề, uy hiếp lấn chiếm Tam Tấn và Sở. Nước Tề giữ quan hệ với Tần nên không ra quân cứu các chư hầu khác. Tần vương Chính bên trong dùng Úy Liêu, Lý Tư bày mưu kế, bên ngoài dùng cha con Vương Tiễn, Vương Bí và Mông Ngao, Mông Vũ làm tướng đánh dẹp các nước. Năm 230 TCN, Tần vương Chính dự định đi kinh lược đất Hàn. Nước Hàn trước đó bị Tần đánh bại nhiều lần, đã rất nhỏ yếu không còn khả năng kháng cự. Hàn vương An sợ hãi, vội thu hết sổ sách, địa đồ trong nước sang đầu hàng nộp đất. Tần vương chính thức thôn tính nước Hàn. Sau khi diệt Hàn, Tần vương Chính điều quân đánh Triệu. Tướng Triệu là Lý Mục đẩy lui được quân Tần. Tần vương bèn dùng kế ly gián, sai người đút lót cho gian thần nước Triệu là Quách Khai, xui Khai gièm pha Lý Mục. Triệu U Mục vương nghe lời gièm, tin rằng Lý Mục có mưu phản, bèn giết chết Lý Mục. Tần vương Chính thúc quân đánh Triệu gấp. Năm 228 TCN, quân Tần phá vỡ kinh thành Hàm Đan, bắt sống Triệu vương Thiên. Anh Thiên là Triệu Gia chạy lên đất Đại phía bắc xưng vương. Thái tử Đan nước Yên lo lắng nước Tần sẽ đánh tới nước Yên, bèn sai dũng sĩ Kinh Kha đi hành thích Tần vương Chính, trên danh nghĩa là dâng địa đồ đất Đốc Cương. Vụ hành thích không thành, Kinh Kha bị giết. Tần vương Chính quay sang đánh Ngụy để hoàn tất chiến thuật diệt Tam Tấn đầu tiên trong 6 nước. Năm 225 TCN, quân Tần hùng mạnh tấn công Đại Lương, tháo nước sông vào thành. Ngụy vương Giả không chống nổi phải ra hàng. Ngay trong năm 225 TCN, Tần vương Chính sai Lý Tín mang 20 vạn quân đánh Sở. Lý Tín bị tướng Sở là Hạng Yên đánh bại. Tần vương Chính bèn nghe theo lão tướng Vương Tiễn, tổng động viên 60 vạn quân giao cho Vương Tiễn ra mặt trận. Vương Tiễn đánh Sở trong 2 năm, đánh bại Hạng Yên, bắt sống Sở vương Phụ Sô. Hạng Yên chạy thoát, lập vua Sở mới là Xương Bình quân lên ngôi. Vương Tiễn lại tấn công xuống phía nam, giết chết vua Sở và Hạng Yên, bình định nước Sở. Chỉ còn 2 nước Tề phía đông và Yên phía bắc. Năm 222 TCN, Tần vương sai con Vương Tiễn là Vương Bí mang quân tấn công Yên. Yên vương Hỷ sợ hãi bỏ Kế thành chạy sang Bình Nhưỡng, rồi lừa bắt giết thái tử Đan, nộp đầu cho nước Tần để tạ tội với Tần vương Chính. Nhưng Tần vương Chính vẫn hạ lệnh tiến quân, phá vỡ thành Bình Nhưỡng, bắt sống Yên vương Hỷ. Quân Tần nhân đó tiến sang đánh đất Đại. Đại vương Gia (anh Triệu vương Thiên) bị bắt bèn tự sát. Còn lại nước Tề, vốn không quen việc chiến tranh suốt hơn 40 năm. Năm 221 TCN, Tần vương Chính lấy cớ Tề vương Kiến mang quân phòng thủ ở biên giới phía tây là hành động gây hấn, bèn sai Vương Bí mang quân từ nước Yên tiến thẳng xuống phía nam đánh úp kinh thành Lâm Truy. Tề vương Kiến không chống nổi, phải đầu hàng. Cả sáu nước hoàn toàn bị thôn tính.